# Retkovec
Retkovec je gradsko naselje u zagrebačkoj Donjoj Dubravi koje se sastoji od dvaju mjesnih odbora: Novi Retkovec i Stari Retkovec. Sa sjeverne je strane omeđen Avenijom Dubrava, s južne Čulincem i Resničkim gajem, a s istoka Sesvetskom Sopnicom i Novim Brestjem. Ukupna površina mjesnih odbora jest 250,47 hektara, a ukupno stanovništvo 10 267 osoba prema popisu iz 2021. Stari Retkovec povijesna je jezgra naselja i poglavito je sačinjen od poljoprivrednog zemljišta, a Novi je Retkovec urbano naselje nastalo u 20. stoljeću.

## Javni prijevoz
Novi je Retkovec povezan ZET-ovim tramvajskim linijama 4, 11 i 34, koje prometuju njegovom sjevernom međom do Dupca, te autobusnim linijama 201, 214, 225, 231 i 235 koje prometuju na istočnim i južnim rubovima naselja. Na granici s Čulincem nalazi se i željeznička postaja Čulinec.
Stari Retkovec dijeli željezničku postaju Sesvetska Sopnica s istoimenim naseljem, a u blizini mu prometuju i autobusne linije 212, 224, 225, 267, 269 i 279.

## Povijest
Prvi spomen Retkovca u pisanim izvorima datira u 1217. godinu. Naselje je postojalo kao crkveni posjed kroz srednji i novi vijek, a 1935. Kaptol ga konačno dijeli na parcele te prodaje zajedno s ostalima u Donjoj Dubravi.
Nakon poplave u Zagrebu 1964. unutar godinu dana nastaje Novi Retkovec kao plansko montažno naselje u koje su doseljeni unesrećeni stanovnici Trnja i Trešnjevke. Ukupno 85 kuća, uglavnom drvenih i kratkovječnih izgrađeno je akcijom većeg broja izvođača. Novi Retkovec projektirali su Ante Glunčić i Bogdan Budimirov, a ulicama su imena nadjenuli prema vrstama stabala i cvijeća te stanovnicima preporučili sadnju tih vrsta u pojedinim ulicama. Novim doseljenjem stanovnika, 1967. je izgrađena i 27. ožujka otvorena Osnovna škola Retkovec, koja je već 8. ožujka 1968. preimenovana u OŠ Dr. Ivan Ribar uslijed Ribarove smrti, a u nju su upisana i djeca iz Resničkog gaja. Kako su montažne kuće bile predviđene tek za privremenu uporabu, isprva se razmatrala izgradnja 3500 trajnih stanova rušenjem montažnog naselja ili barem obnova kuća, no ta se zamisao nije obistinila. Stanarima s vremenom omogućeno nekoliko dugoročnih opcija: sanacija montažne kuće, rekonstrukcija, nadogradnja, otkup ili prodaja.
Prijelazom u 1980-e na sjeveru je naselja, uz Aveniju Dubrava, izgrađeno nekoliko stambenih zgrada, a u nekom su trenu izgrađene i ambulanta te dječji vrtić. Župna crkva sv. Pavla i pastoralni centar bili su u izgradnji od 1990. do 1998. prema projektu Tomislava Premerla.
Mnoge montažne kuće s vremenom su, nakon privatizacije, srušili vlasnici te izgradili vlastite objekte, a rezultate toga novinar Zoran Oštrić opisao je kao »arhitektonski i urbanistički kaos«, poglavito zbog preizgrađenosti parcela.

## Vijeća
Vijeće MO-a Novi Retkovac čini 9 zastupnika, a MO-a Stari Retkovac 5 zastupnika.
U mandatu od 2025. godine Novi Retkovec izabrao je 4 zastupnika s liste Možemo! i SDP, 3 s liste HDZ-a, 1 s NL Servus Zagreb i 1 s liste BUZ-a, konstituirajući vijeće 26. lipnja. Stari Retkovec izabrao je pak 2 zastupnika s liste HDZ-a, a po jednog s listâ Možemo! i SDP, BUZ-a i NLSZ; vijeće je konstituirano 25. lipnja.